# Sylvia Hagen

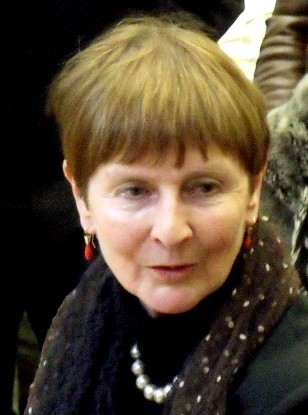
Sylvia Hagen im Januar 2011

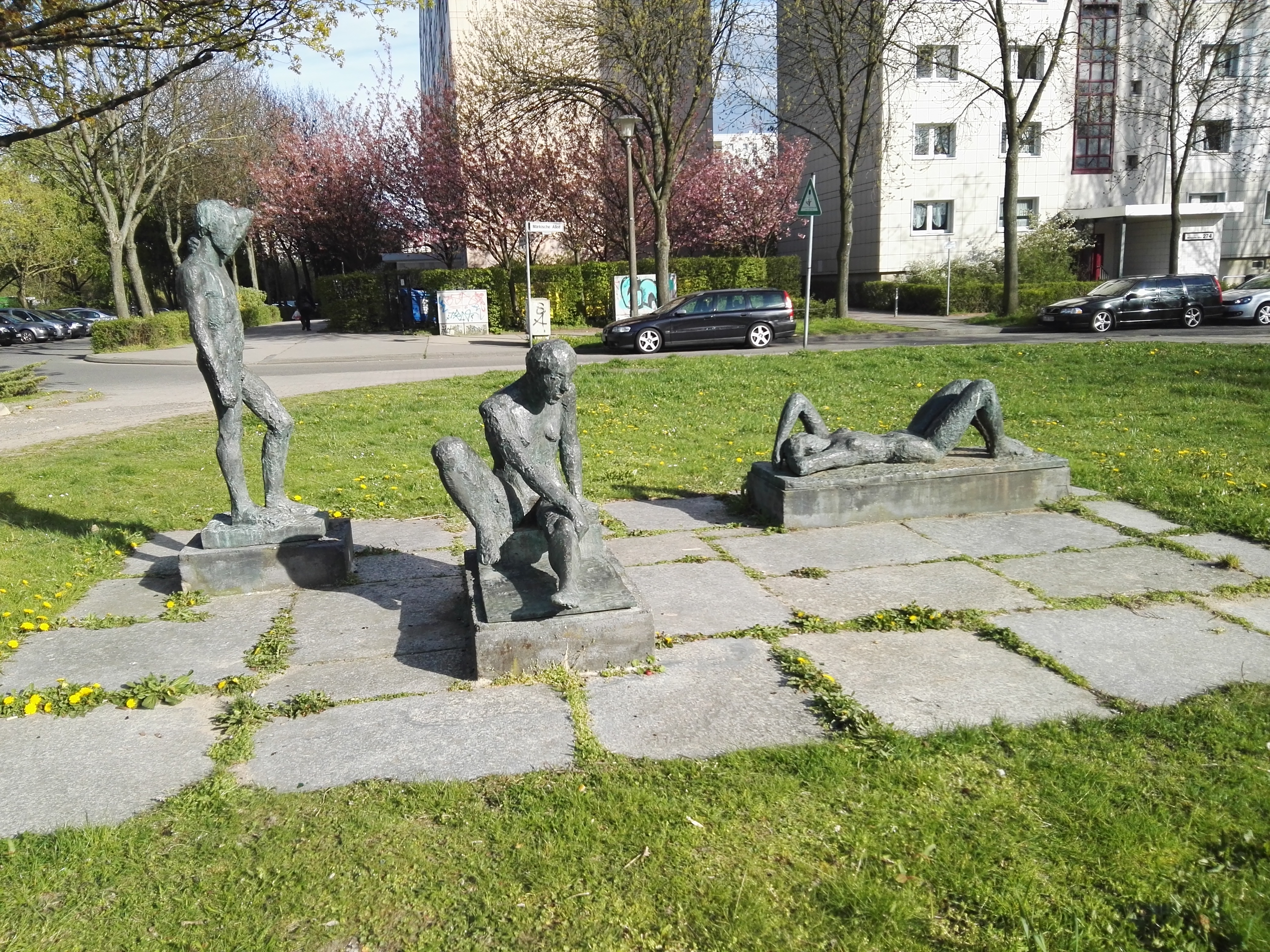
Plastiken von Hagen in Berlin-Marzahn

Sylvia Hagen (* 12. Februar 1947 in Treuenbrietzen) ist eine deutsche Bildhauerin.
Sylvia Hagen besuchte bis 1966 in Jüterbog die Erweiterte Oberschule und machte das Abitur mit Berufsausbildung als Bautischlerin. Von 1966 bis zum Studienabbruch 1969 studierte sie an der Humboldt-Universität Berlin Medizin. 1969 begann sie mit ersten Zeichnungen und plastischen Arbeiten. Von 1969 bis 1971 übte sie verschiedene Hilfstätigkeiten aus, u. a. als Praktikantin in der Restaurierungsabteilung am Kunstgewerbemuseum Schloss Köpenick in Berlin. 1971 bis 1976 studierte sie bei Fritz Dähn, Karl Lemke, Karl-Heinz Schamal und Werner Stötzer an der Kunsthochschule Berlin-Weißensee Bildhauerei. Seit 1976 arbeitet sie freiberuflich als Bildhauerin, bis zu dessen Ableben in einem gemeinsamen Atelier mit Stötzer, erst in Berlin und seit 1979 im vormaligen Pfarrhaus in Seelow Alt-Langsow im Oderbruch. Ab 1976 bildete sie eine Lebensgemeinschaft mit Stötzer. Sie heirateten 1998. 1978 wurde ihr Sohn Karl geboren.
Seit 1982 nahm Sylvia Hagen an einer Vielzahl von Bildhauersymposien und Pleinairs im In- und Ausland teil. Bis 1984 fuhr sie mit Stötzer regelmäßig zum Arbeiten nach Vilmnitz auf Rügen. 1982/1983 und 1987/1988 war sie auf den Kunstausstellungen der DDR vertreten. Sie hatte seit 1978 eine Vielzahl von Einzelausstellungen, auch gemeinsam mit Stötzer und anderen Künstlern wie Lothar Böhme, Dieter Goltzsche, Willy Günther, Rolf Händler, Sabine Heller (* 1956), Michael Jastram, Anton Paul Kammerer, Hans Laabs, Peter Makolies, Robert Metzkes, Klaus Roenspieß, Hanns Schimansky, Margot Sperling, Ursula Strozynski, Herbert Tucholski, Hans Vent, Gertraut Wendlandt, Gerhard Wienckowski und Berndt Wilde, und Ausstellungsbeteiligungen, u. a. 1982/1983 und 1987/1988 auf der IX. und X. Kunstausstellung der DDR in Dresden.
Sylvia Hagen war bis 1990 Mitglied im Verband Bildender Künstler der DDR.
Sie betreut den Nachlass von Stötzer.

## Ehrungen
- 2006 und 2017 Brandenburgischer Kunstpreis
- 2022 Ehrenpreis des Ministerpräsidenten des Landes Brandenburg für ihr Lebenswerk

## Rezeption
„Charakteristisch für die faszinierenden Bronze- und Terrakotta-Plastiken der Bildhauerin Sylvia Hagen sind die rauen, spröden und schrundigen Oberflächen mit ihren Durchbrechungen, den unzähligen kleinen Höhlungen und Buckeln, die ein reiches Licht-und-Schatten-Spiel ermöglichen. Diese pulsierende "Haut" lässt die fragmentierten Figuren, deren zerklüftete Körper sich aufzulösen scheinen, lebendig werden.“
„Schon auf den ersten Blick unterscheiden sich Sylvia Hagens Figuren von der klassischen figürlichen Bildhauerei. Das liegt an einem eher seltenen Verfahren, das sie für ihre Arbeit anwendet: ihre Plastiken baut sie meist aus Tonplatten gleichsam in Schichten auf.“

## Museen und öffentliche Sammlungen mit Werken Sylvia Hagens (unvollständig)
- Berlin: Kommunale Kunstsammlung Pankow[3]
- Chemnitz: Kunstsammlung der Wismut GmbH
- Dresden: Skulpturensammlung[4]

## Werke (Skulpturen; Auswahl)
- Porträt Frau Meyer (Bronze; 1981; ausgestellt 1982/1983 auf der IX. Kunstausstellung der DDR)[5]
- Bathseba (Eisen; 1998/1999)[2]
- Lots Weib (Bronze; 2003)[2]
- Heilige Barbara (Bronze; 2004)[6]
- Torso (Terrakotta, engobiert; 2009)[6]
- Gegen den Strom (Bronze; 2012/2016)[7]

## Ausstellungen

### Einzelausstellungen der jüngsten Zeit
- 2022: Potsdam, Galerie Gute Stube (Radierungen – Gouachen – Skulpturen)
- Schloss Neuhardenberg | Sylvia Hagen. Spuren: Bronze – Ton – Papier 25. August – 22. Dezember 2024